# Plavno
Plavno (německy Plauen) je velké okresní město na jihozápadě německé spolkové země Sasko. Nachází se v zemském okrese Fojtsko a má přibližně 65 tisíc obyvatel. Leží na řece Bílý Halštrov přibližně 32 km severně od českého města Aš, s nímž je od roku 1962 partnerským (družebním) městem.

## Historie

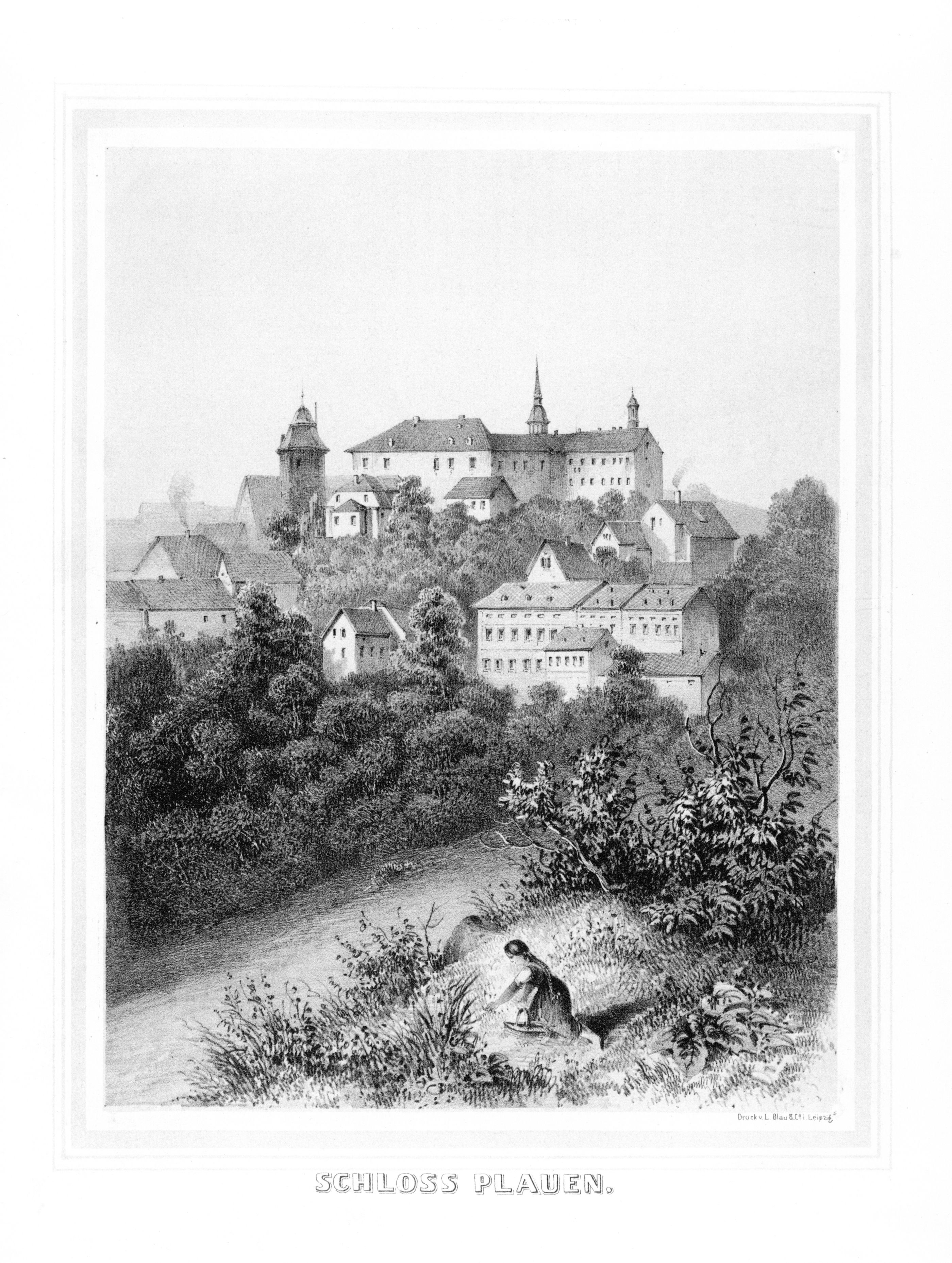
Zámek v Plavně, litografie (1859)

Území bylo osídleno od doby bronzové, v době lužické kultury zdejší sídla podle archeologických nálezů úzce souvisela s územím Čech. Do doby kolem roku 420 před naším letopočtem se datuje mohyla v Plavnu-Oelsnitz. Od 9. století celý kraj osídlili Slované, kteří dali sídlu také název Plawe. První písemná zmínka o vesnici Plavno ('Vicus Plawe) pochází z roku 1122 z listiny o vysvěcení kostela sv. Jana. V roce 1214 zde Řád německých rytířů založil svou komendu a fojt z Weidy mu kostel daroval. Roku 1244 Plavno obdrželo městaká práva a fojt Jindřich I. z Plavna začal se stavbou hradu, kterou dokončil jeho syn Jindřich II. z Plavna. Klášter s kostelem si zde založili dominikáni, jejich areál byl 
Roku 1327 se město Plavno s hradem stalo lénem českých králů. V roce 1430 hrad dobyli a pobořili husité v čele s Prokopem Holým. Roku 1438 město získal kurfiřt Fridrich II. Saský. 
Roku 1547 město připadlo králi Ferdinandu I. Habsburskému, který je dal lénem saskému kurfiřtu Augustovi. 
Za třicetileté války zde bojovala vojska protestantů pod vedením polního maršála Heinricha Holka proti katolickému vojsku generála Matyáše Gallase. Po definitivním vítězství Albrechta z Valdštejna v roce 1648 zámek i město vyhořely.
Barokní zámek si v letech 1670–1675 dal zbudovat kníže Mořic Sasko-Zeitzský jako jednu z rezidencí.
V letech 1702–1753 byly a založeny první textilní manufaktury.
Během napoleonských válek 1806–1815 prošlo Plavnem několik vojsk. V roce 1812 je vyplundrovala francouzská armáda Napoleona Bonaparta na cestě do Ruska a v roce 1813 vojska táhnoucí z bitvy u Lipska. V roce 1874 byla otevřena železniční trať Plavno-Cheb.       
V roce 1829 zřídil tkadlec Schönherr tkalcovský stav pro bobinet (tylu) a v roce 1834 žakárový stav. V roce 1833 bylo městskou radou zakázáno cvičit gymnastiku. Otto Leonhard Heubner navzdory zákazu založil první gymnastickou zahradu na zámeckém vrchu Schlossbergu a v roce 1840 také městský tělocvičný ústav. Jahnovo gymnastické hnutí se rozšířilo do celého Saska. 
V roce 1837 byla strženy městské hradby se Straßberskou a Neundorfskou bránou. V noci z 9. na 10. září 1844 zničil požár velkou část centra města (107 obytných a 199 ostatních budov). V listopadu 1848 byla otevřela Sasko-bavorská dráha železniční trať Plavno–Hof, v roce 1878 prodloužená do Chebu.
Při Křišťálové noci v roce 1938 byla zapálena židovská synagoga, významná funkcionalistická stavba Bauhausu, následně všichni Židé, kteří nestačili uprchnout, byli transportováni do koncentračních táborů a při holocaustu likvidováni. Židovská komunita ani synagoga nebyly obnoveny, zůstal pouze starý židovský hřbitov.
Během druhé světové války bylo Plavno ušetřeno náletů, teprve od 12. září 1944 do 10. dubna 1945 Spojenci provedli 14 náletů, při nichž byly kromě továren, nádraží a obytných domů zbořeny tři již neobnovené kostely.  V letech 1949-1990 bylo město součástí NDR.

## Obyvatelstvo
Od 14. století zde žili Němci a velká komunita Židů.  Novodobou historii města nejlépe ilustruje vývoj počtu obyvatelstva. Na počátku 20. století, roku 1904 překročil počet obyvatelstva v městě 100 tisíc. V roce 1912 před první světovou válkou zde žilo již přes 120 tisíc obyvatel. Po válce počet obyvatel sice krátce klesl pod 100 tisíc, ale až do 2. světové války se počet obyvatel pohyboval okolo 110 tisíc. Židé byli pronásledováni již při Křišťálové noci v roce 1938 a následně trancportováni do koncentračních táborů. 
Po druhé světocé válce město patřilo do sovětské zóny a v letech 1949-1990 do NDR. Počet obyvatel dále postupně klesal. V současné době (rok 2022) zde žije přes 64 tisíc obyvatel, což souvisí s hospodářským vývojem města.

## Průmyslový vývoj města
Od poloviny 18. století se město stalo centrem textilního průmyslu, tkalcoven sukna a krajek. K charakteristickému oboru tohoto průmyslu až dosud patří výroba krajek s označením Plauener Spitze (Plavenská krajka), což byla původně (asi od roku 1883) strojně vyšívaná tylová a leptaná krajka. Jejich popularitu a kvalitu podtrhuje to, že v roce 1900 dostala na Světové výstavě v Paříži Velkou cenu. Na vrcholu úspěchů se tyto krajky v roce 1912 vyráběly na 16 000 vyšívacích strojích. Po vzniku NDR se plavenská krajka směla vyrábět jen ve státním podniku VEB Plauener Spitze a ve (státem kontrolovaných) výrobních družstvech. V roce 1989 bylo v Plavně a okolí v provozu cca 1400 vyšívacích strojů. Po sjednocení Německa se krajkářstvím zabývalo asi 40 malých výrobců. Plauener Spitze® je v současné době známka oborového svazu stejného jména.

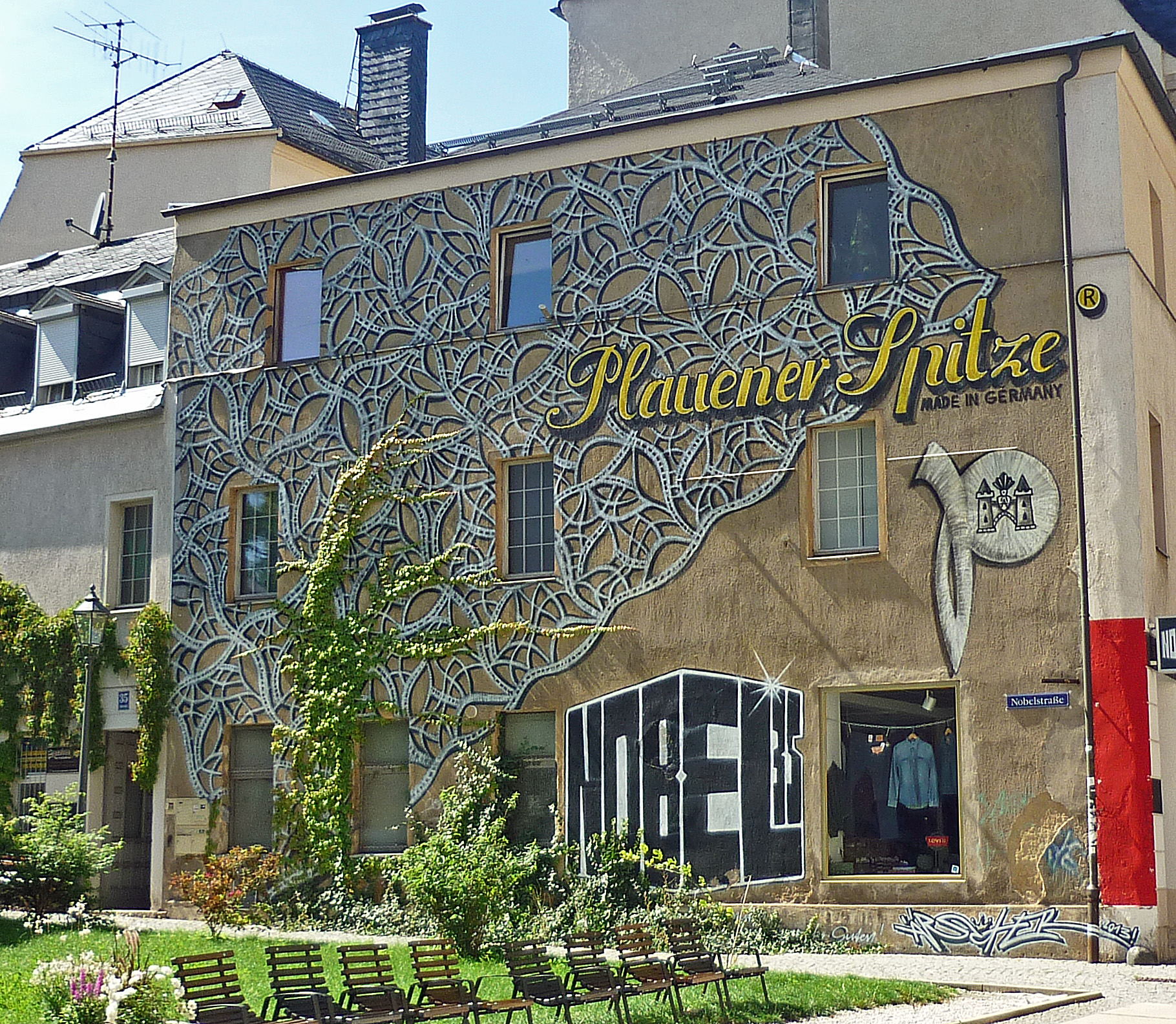
Dům plavenské krajky
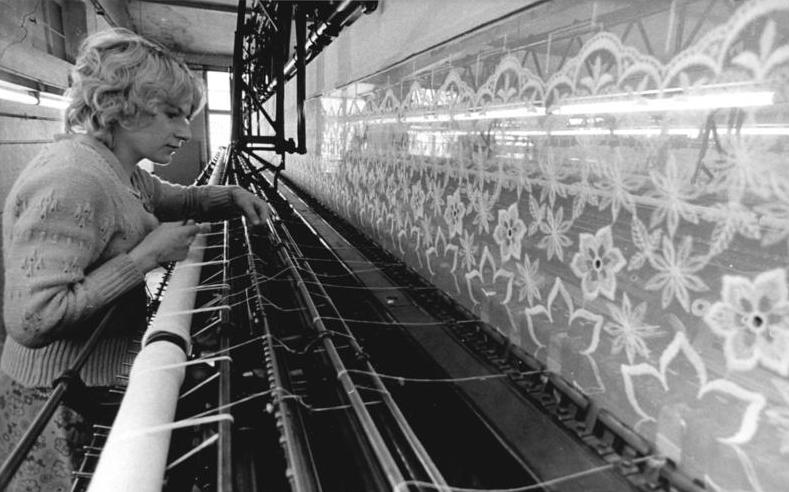
Moderní výroba výšivek
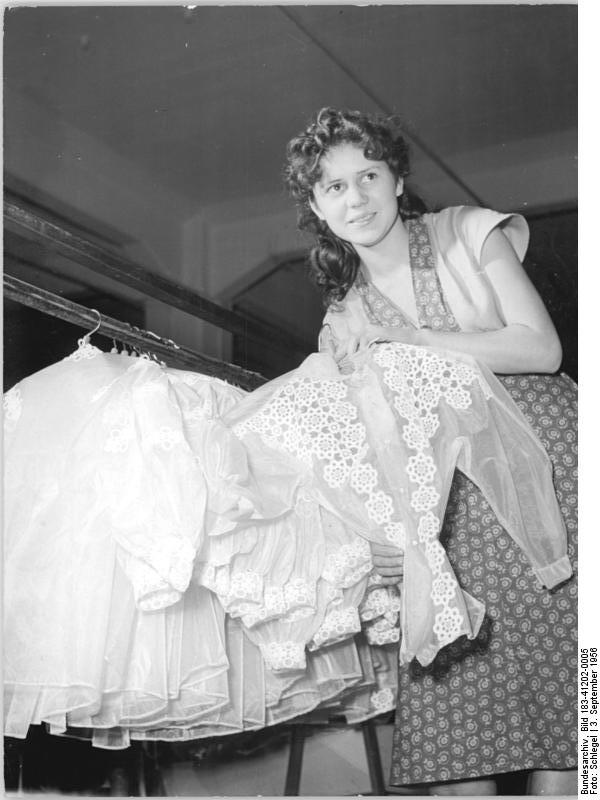
Dámská konfekce
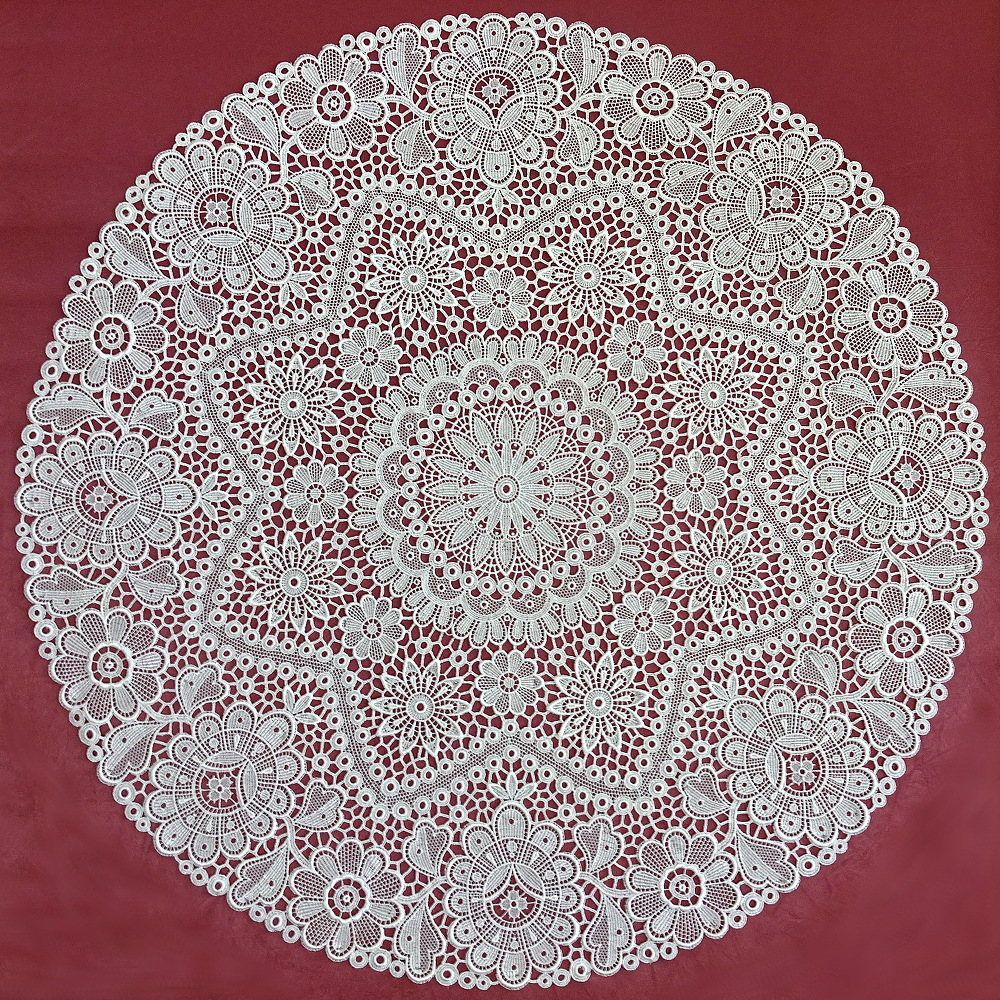
Klasická výšivka
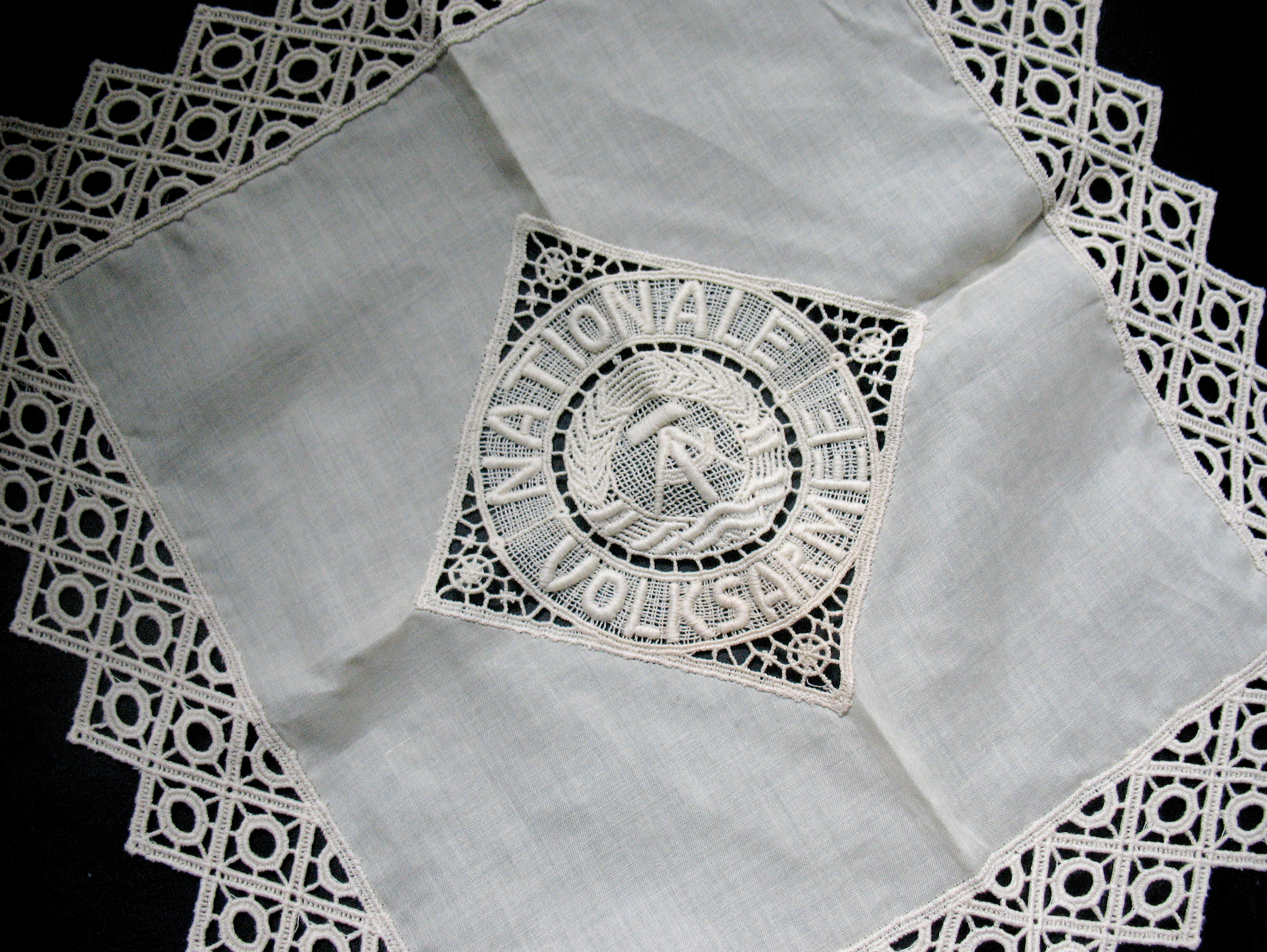
Propagační výšivka z doby NDR

Výroba výšivek význačným způsobem ovlivnila také strojírenství, které historicky navazuje na výrobu výšivek. Současný podnik se od února 2012 jmenuje Plamag Plauen GmbH a je dodavatelem sestav a komponentů pro strojírenství. Továrna zaměstnává více než 100 pracovníků. Základem rozvoje strojírenského průmyslu je společnost VOMAG založená v roce 1881, která byla výsledkem silného regionálního vyšívacího obchodu, který se vyžadoval četné opravy ručních vyšívacích strojů. Postupně se do výrobního programu továrny zařadily také tiskařské stroje, nákladní auta, autobusy a cisterny. Po válce byly stroje jako reparace zabaveny a výrobní haly rozebrány. V roce 1948 byla založena strojírenská továrna na stroje Vogtland jako státní podnik a stala se nástupcem společnosti VOMAG. Kořeny společnosti WEMA VOGTLAND Technology GmbH sahají až k firmě VOMAG. Firma WEMA působí po celém světě a vyrábí obráběcí stroje pro téměř všechny významné výrobce automobilů a jejich dodavatele. Od srpna 2010 má společnost také pobočku v USA, v Belvidere. Ve městě je také celá řada dalších podniků. Za zmínku také stojí pivovarnická firma Sternquell-Brauerei GmbH Plauen, která zaměstnává přibližně 160 lidí. Pivovar v centru města Plauen byl založen v 19. století, vaří se zde deset různých druhů piva. Další firma Vogtlandmilch GmbH zde vyrábí mléčné výrobky a nealkoholické nápoje se značkami Vogtlandweide a Sachsenland.

## Památky
- Johanniskirche (kostel sv. Jana), písemně zmíněn roku 1122, má románské věže a gotické trojlodí
- Altmarkt (Staré tržiště), centrum starého města s historickými měšťanskými domy ze 14.-19. století
- Ruina zámku - hrad založený roku 1244, dochovala se z něj válcová věž s částmi zdí vnitřního opevnění a ruiny zdí hradního paláce a objektů z barokní zámecké rezidence knížete Mořice Sasko-Zeitzského z let 1670–1675. Zámek byl vybombardován Spojenci v dubnu 1945.
- Evanglický lutherský chrám – barokní centrální stavba se dvěma patry empor, postavena v letech 1693–1722, patří k nejcennějším a nejlépe dochovaným barokním centrálním kostelům v Sasku; na hlavním oltáži je pašijová oltářní archa z roku 1495, cenné řezbářské dílo Erfurtského mistra. Byla přenesena roku 1722 z kostela sv. Tomáše v Lipsku.
- Markuskirche (Kostel sv. Marka) - novorománská stavba z let 1907-1913 v průmyslové čtvrti Haselbrunn, podle projektu architekta Heinricha Adama
- Stará radnice – renesanční stavba a dvouramenným kamenným schodištěm a klenutými sklepy, na fasádě jsou bicí hodiny s plastikami dvou divých mužů; v roce 1922 za ní byla postavenna Nová radnice
- Vogtlandké divadlo, novorenesanční budova z roku 1902, podle plánů architekta Arweda Rossbacha

- Muzeum Vogtlandu - krajské muzeum archeologické, historické a umělecké; empírová budova z let 1787-1789, postavná zdejším obchodníkem s bavlnou Baumgärtlem, dochoval se mj. původní slavnostní sál.
- Textilní muzea: Dům plavenské krajky, Schaustickerei Plauen - historická tkalcovna ve čtvrti Reussa, založená roku 1900.

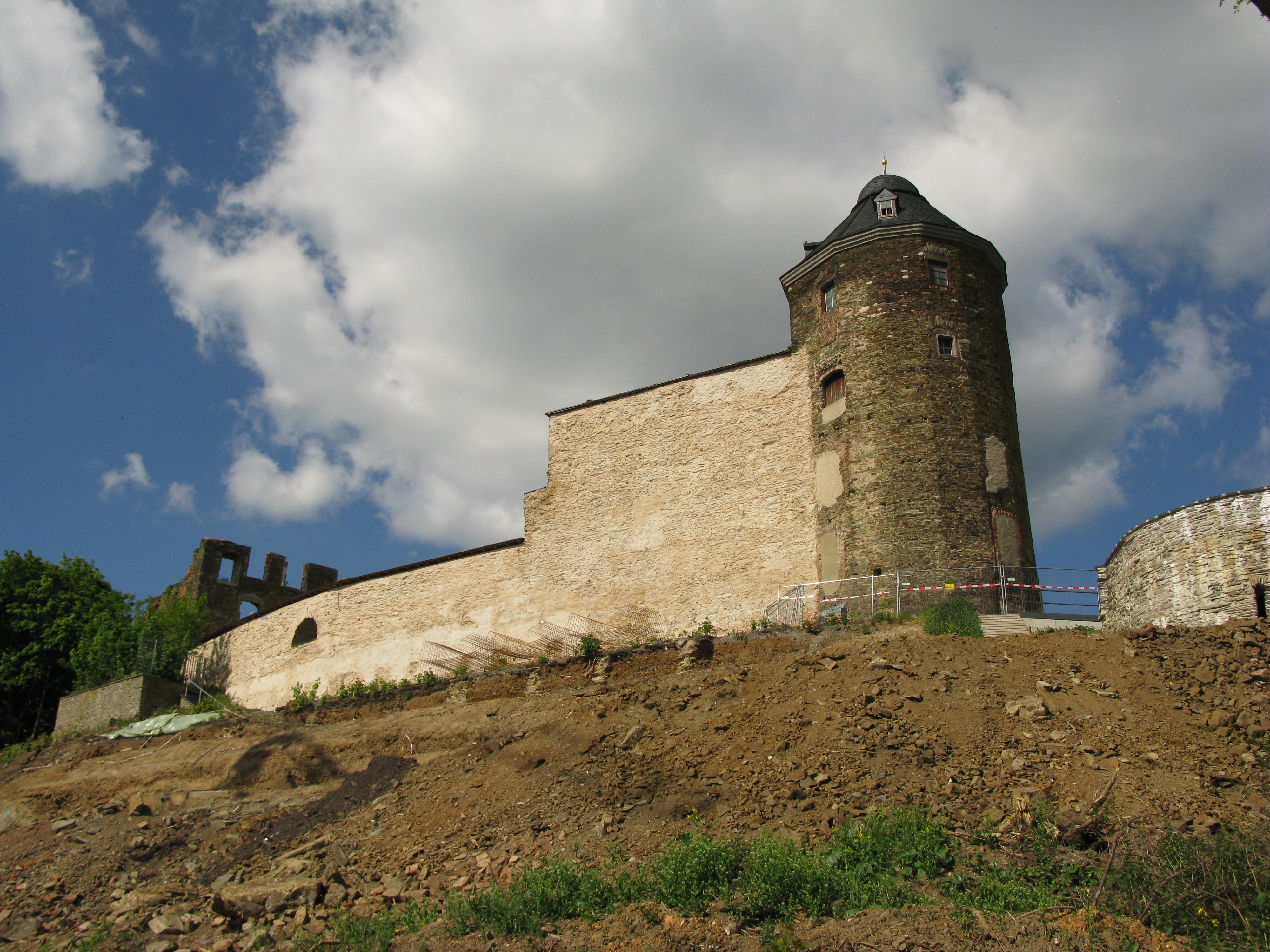
Ruina zámku
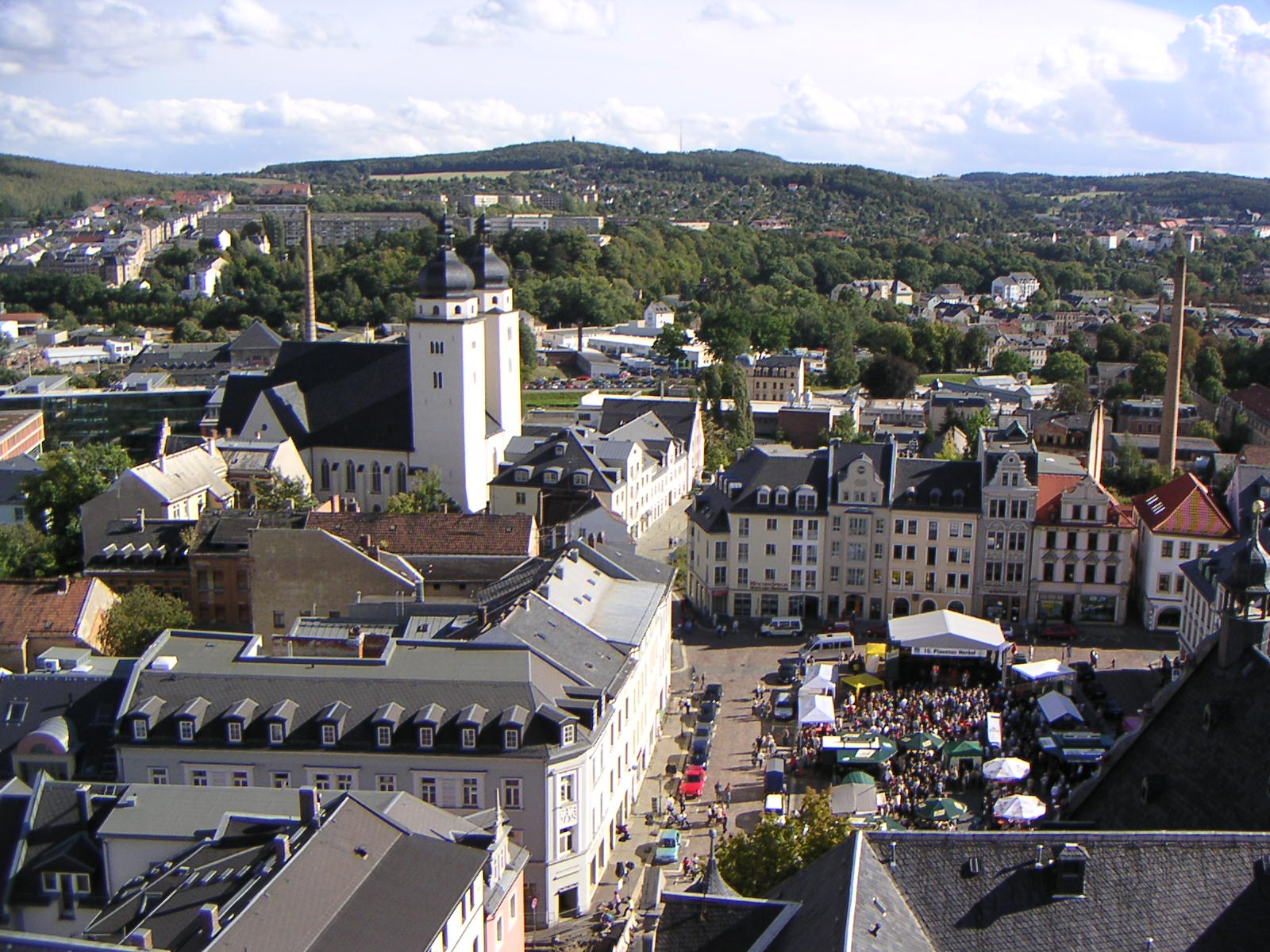
Pohled z věže na radnici a kostel sv. Jana
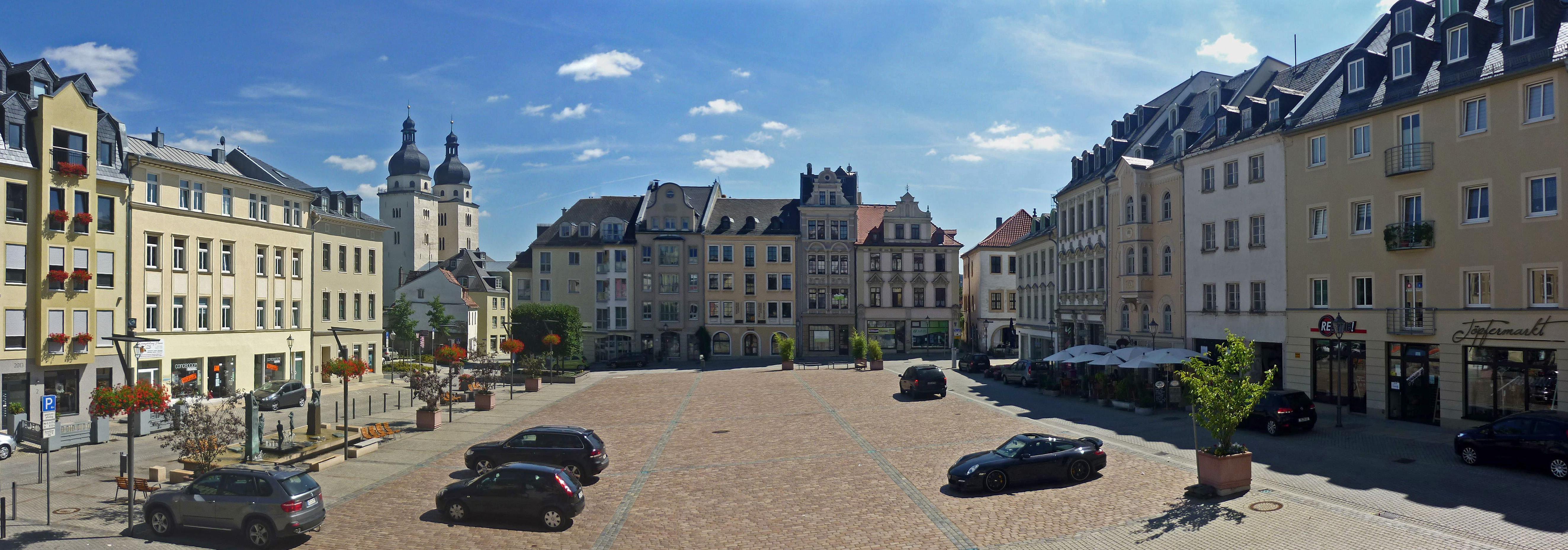
Altmarkt
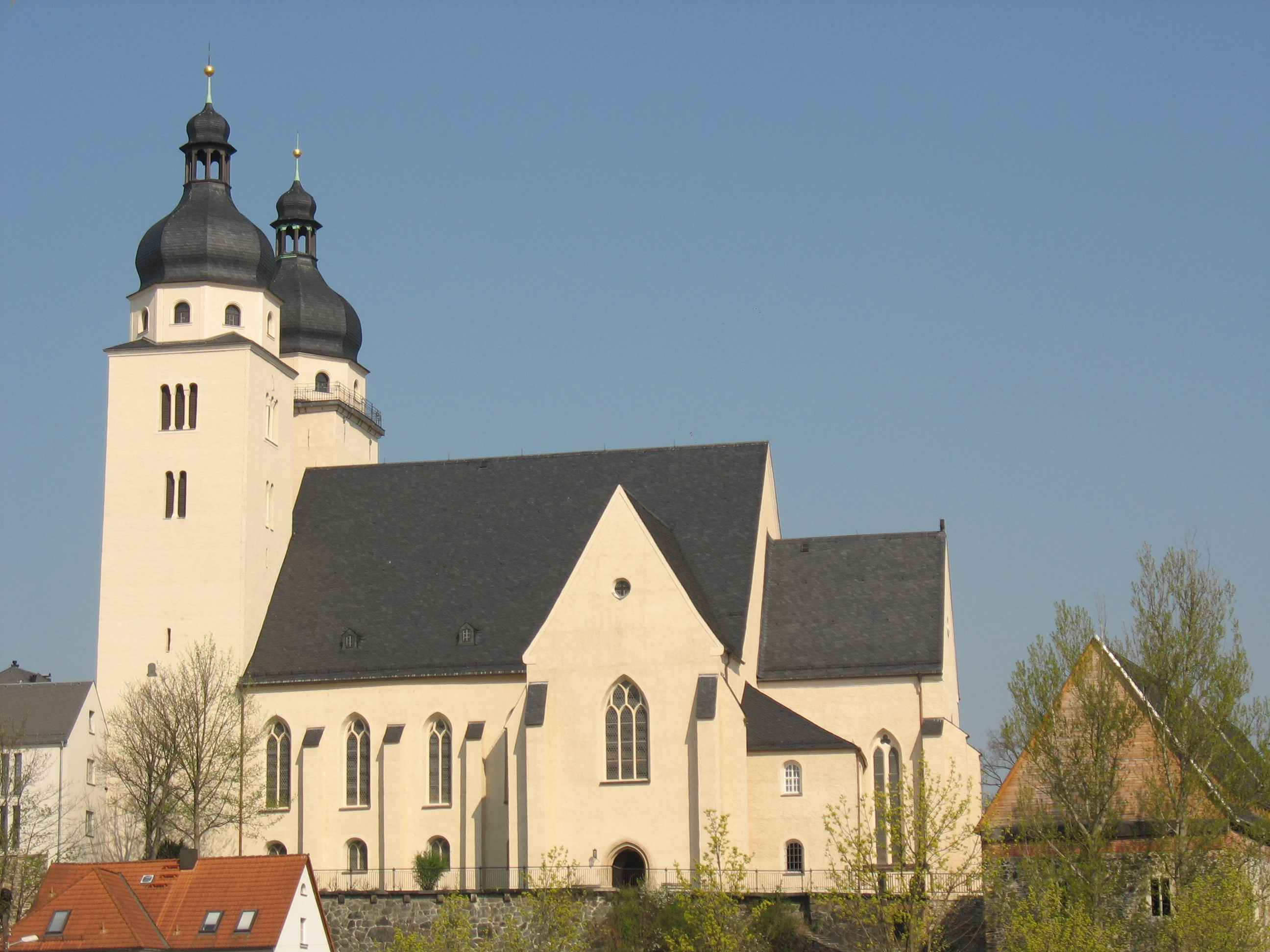
Kostel sv. Jana
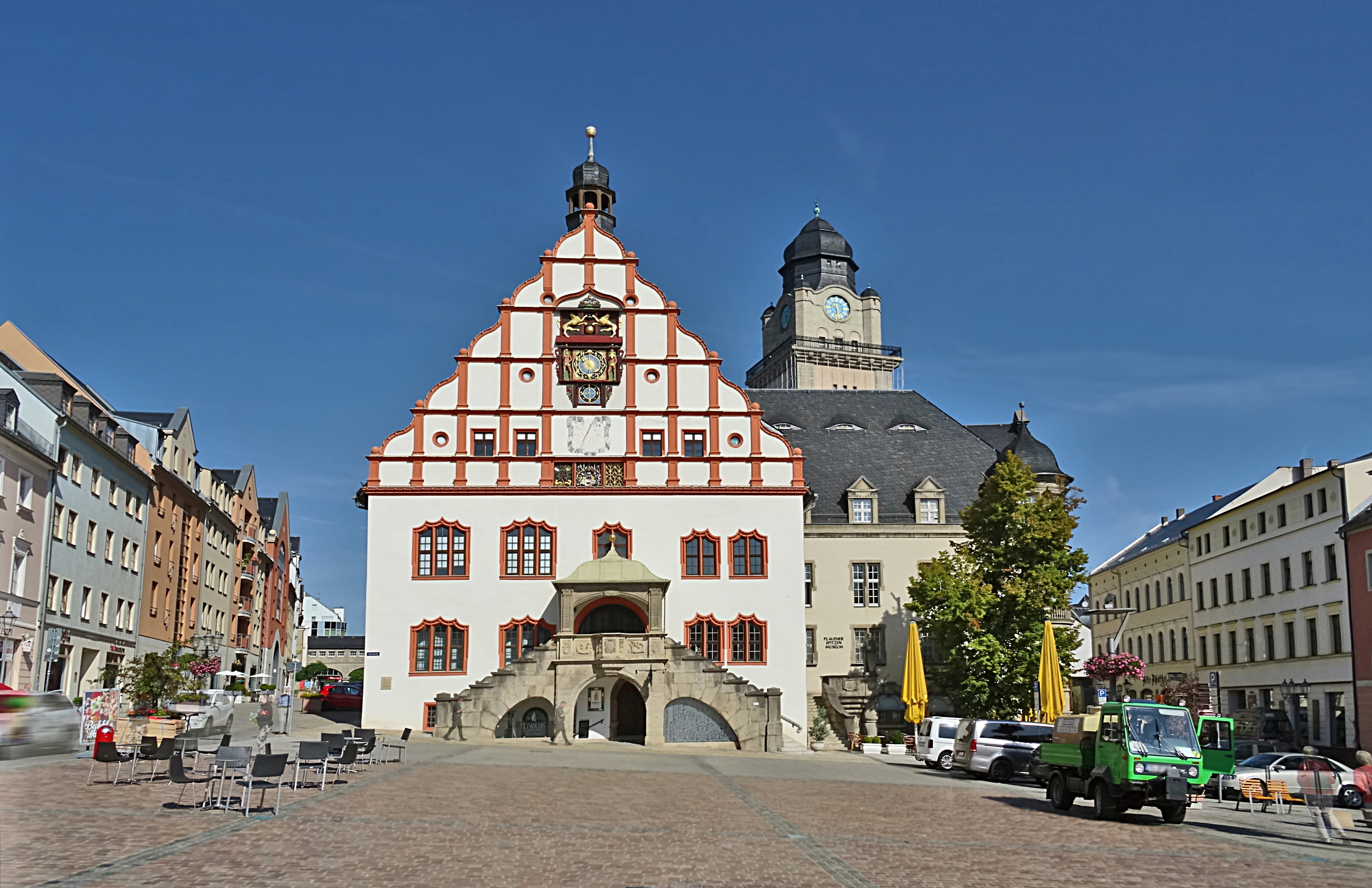
Stará radnice
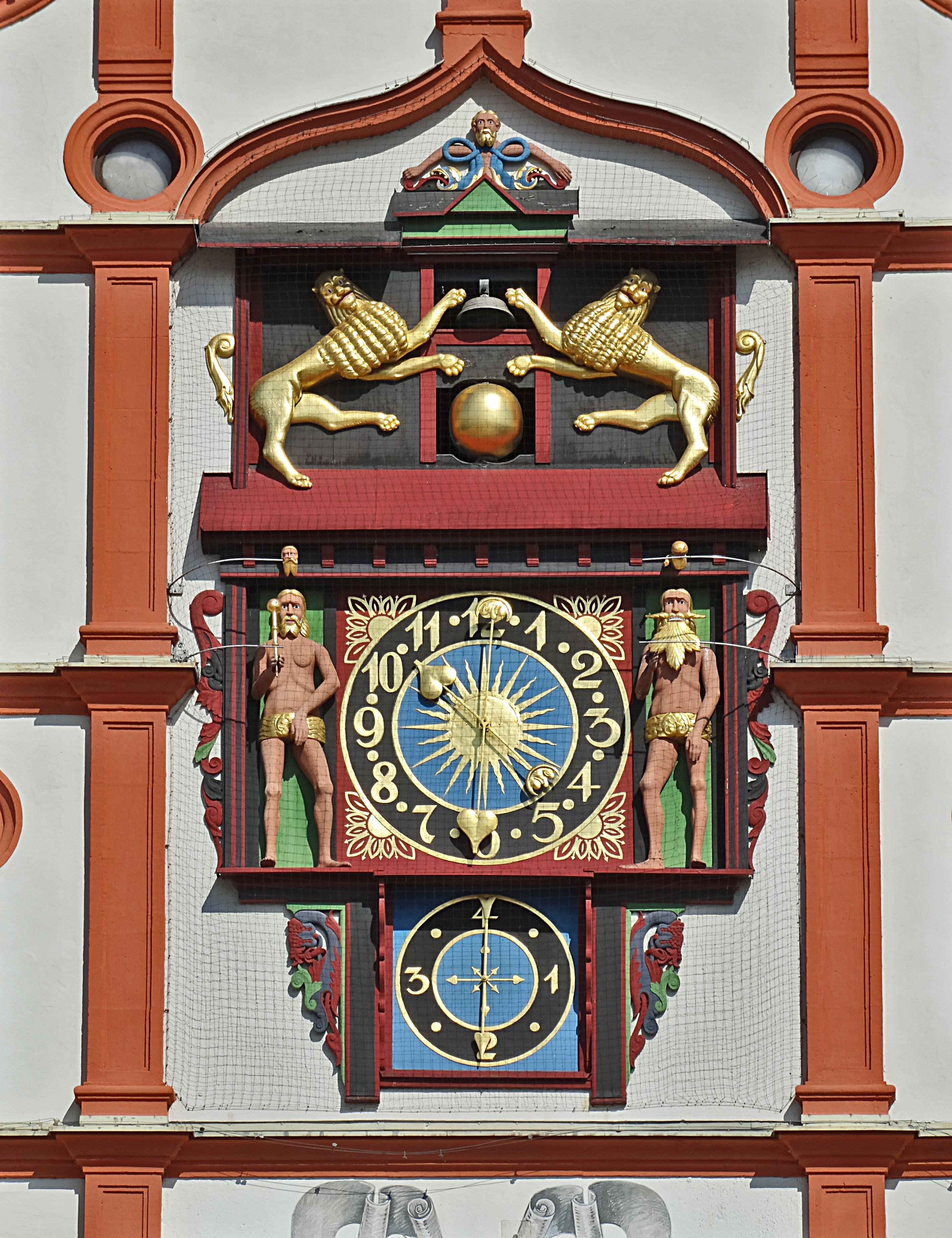
Hodiny staré radnice
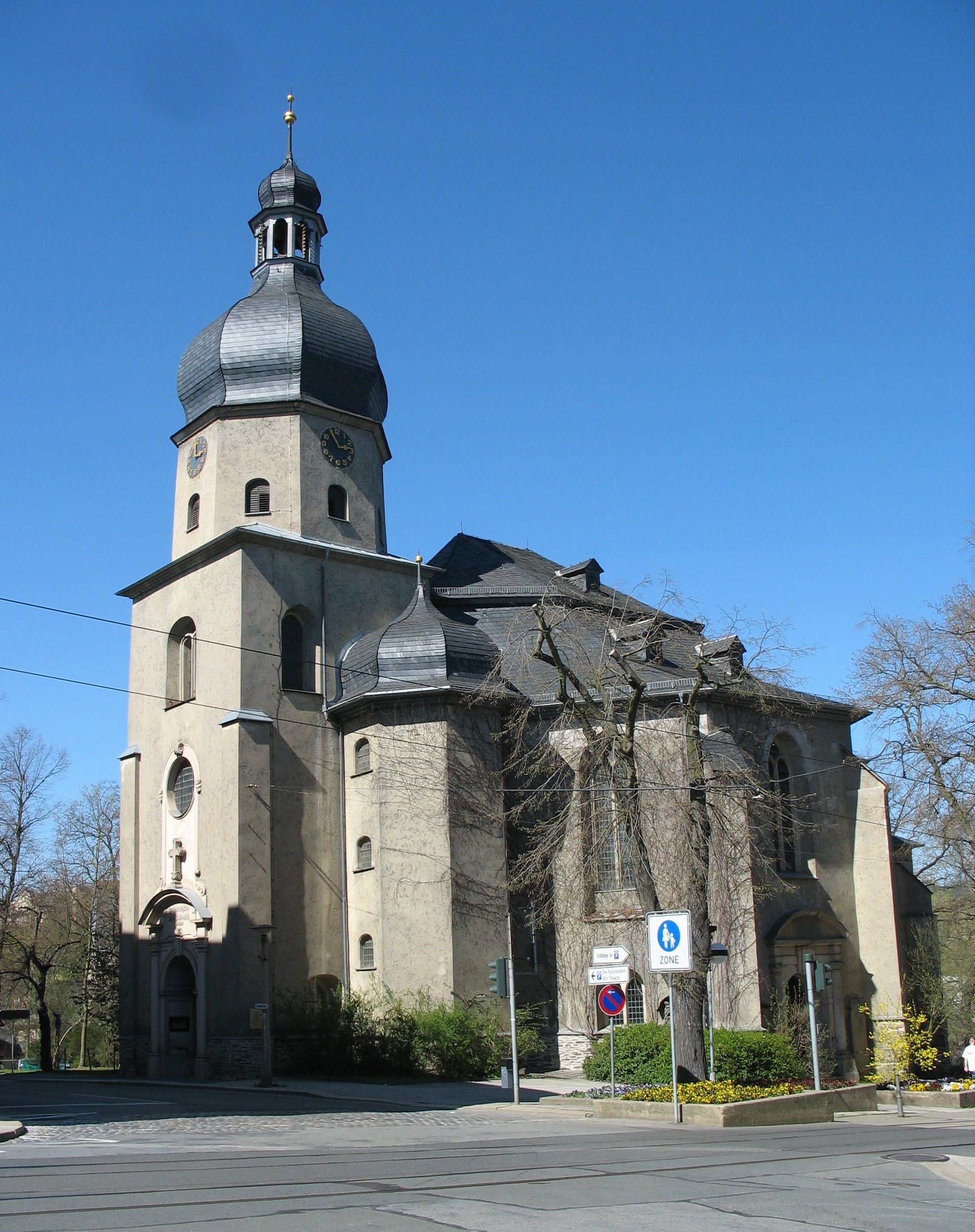
Lutherský chrám
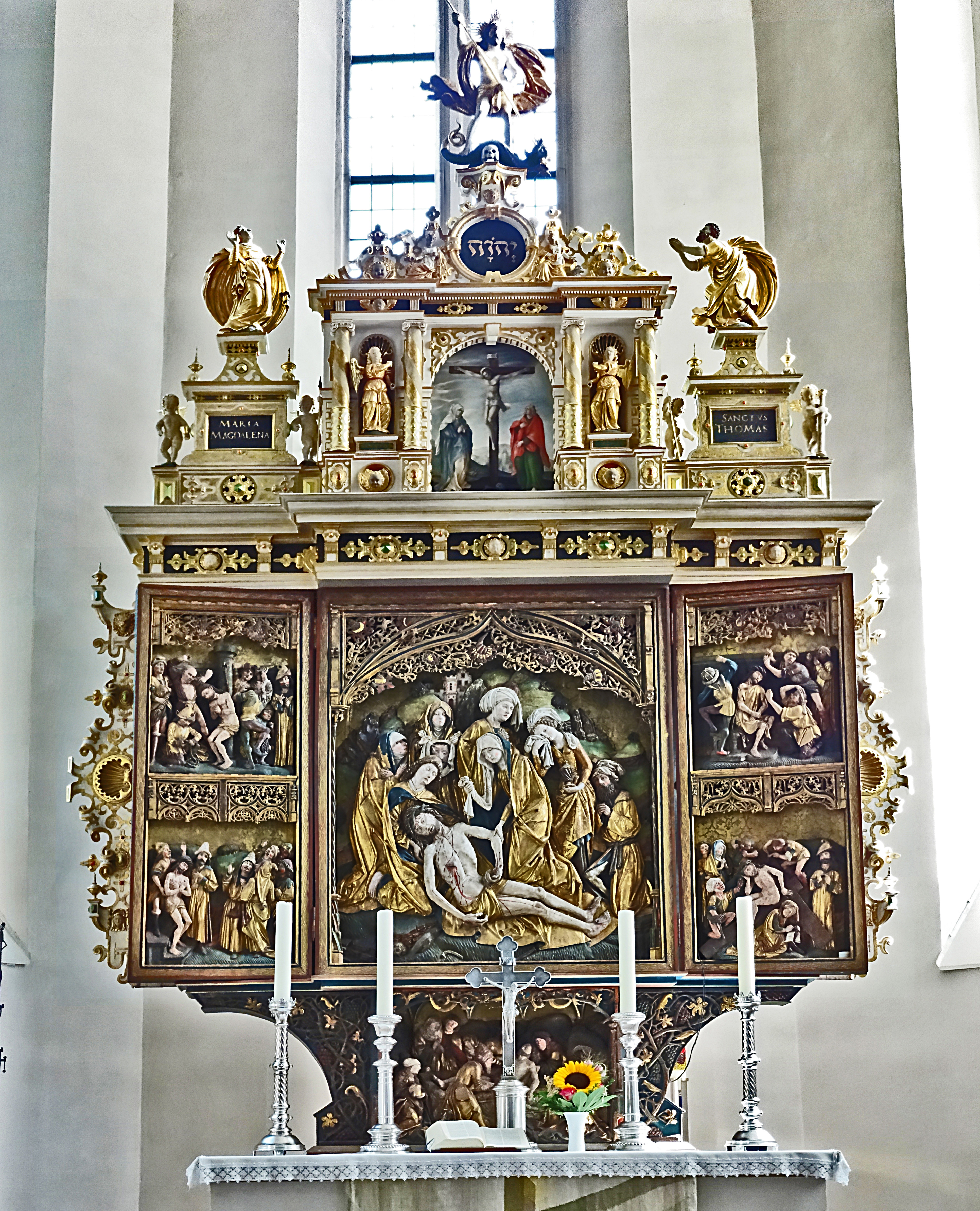
Pozdně gotický oltář v Lutherském kostele
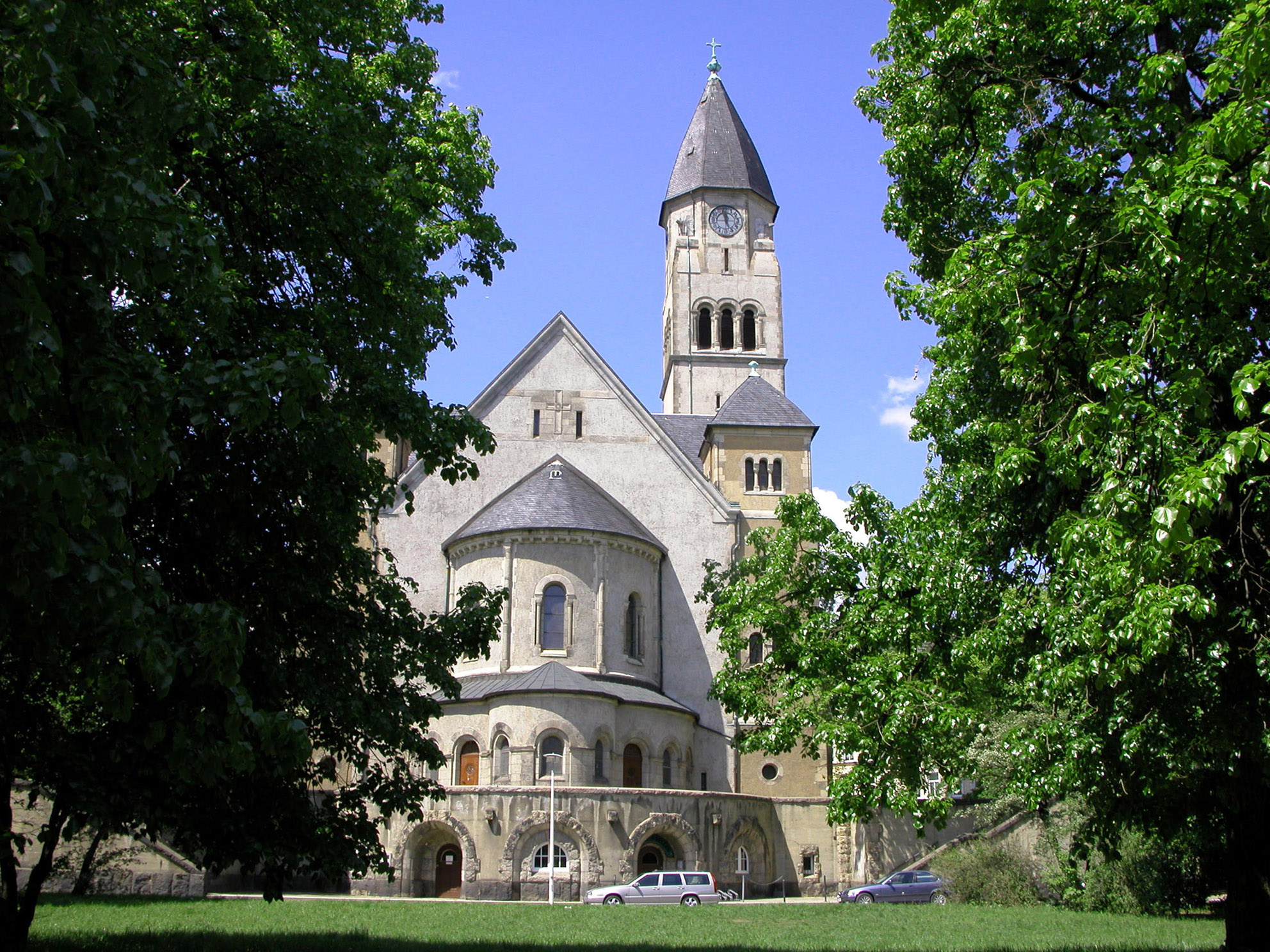
kostel sv. Marka
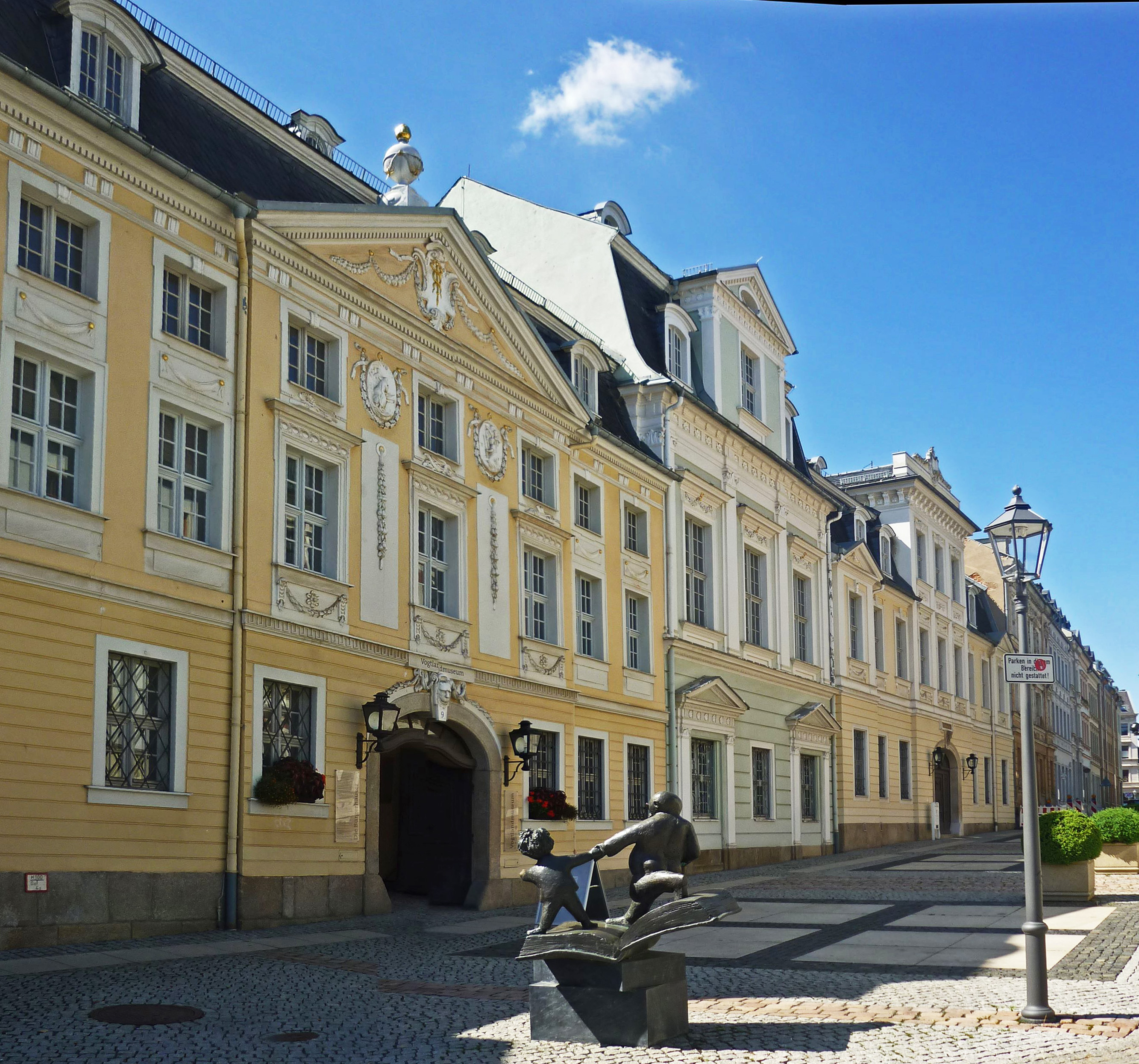
Muzeum Vogtlandu

## Turistika
Plavno je výchozím místem pro turistické cesty a cyklistické stezky ve Fojtsku. Prochází tudy dálková turistická stezka E3 s horskou turistickou stezkou Eisenach–Budapešť, panoramatická stezka Vogtland, cyklostezka Elster a cyklostezka Euregio Egrensis.
- Parková dráha Plauen byla slavnostně otevřena v roce 1959 jako pionýrská železnice. Nyní ji provozuje místní sdružení. Je to jediná elektrická parková dráha v Německu s veřejnou dopravou.
- Bismarckova věž na vrchu Kemmler (506, 6 m n. m.), postavena roku 1902
- Bärensteinturm (medvědí věž) je turistická rozhledna
- Mosty
- Starý Elsterský most je nejstarší most v Sasku. Byl poprvé zmíněn v roce 1244 jako Pons lapideus (kamenný most). Dvě nejstarší obchodní cesty z Norimberku (Frankenstraße jako součást B 173) a Augsburgu zde společně protínaly řeku Weiße Elster. V roce 1888 byl most zpevněn ocelovými vzpěrami, vysvěcen a pojmenován König-Albert-Brücke. 15. listopadu 1894 zde byla otevřena tramvajová trať, která zpočátku vedla přes most jako jednokolejná.
- Elstertalbrücke je druhý největší cihlový most na světě po Göltzschtalbrücke. Stojí na hranici města Plavna mezi obcemi Jößnitz a Jocketa. Stejně jako jeho velká sestra byl most postaven při stavbě železnice pro Sasko-bavorskou dráhu. Základní kámen k 279 metrů dlouhému a 68 metrů vysokému mostu byl položen 7. listopadu 1846. Při stavebních pracích bylo použito přes dvanáct milionů cihel a bylo zde zaměstnáno několik stovek dělníků. K otevření mostu došlo den 15. července 1851.
- Friedensbrücke (také nazýván most Fridricha Augusta nebo Syratalský viadukt) byl uveden do provozu v roce 1905. Most je s rozpětím 90 metrů největším obloukovým mostem z lomového kamene na světě. Most je 133 metrů dlouhý, 18 metrů široký a 18 metrů vysoký.

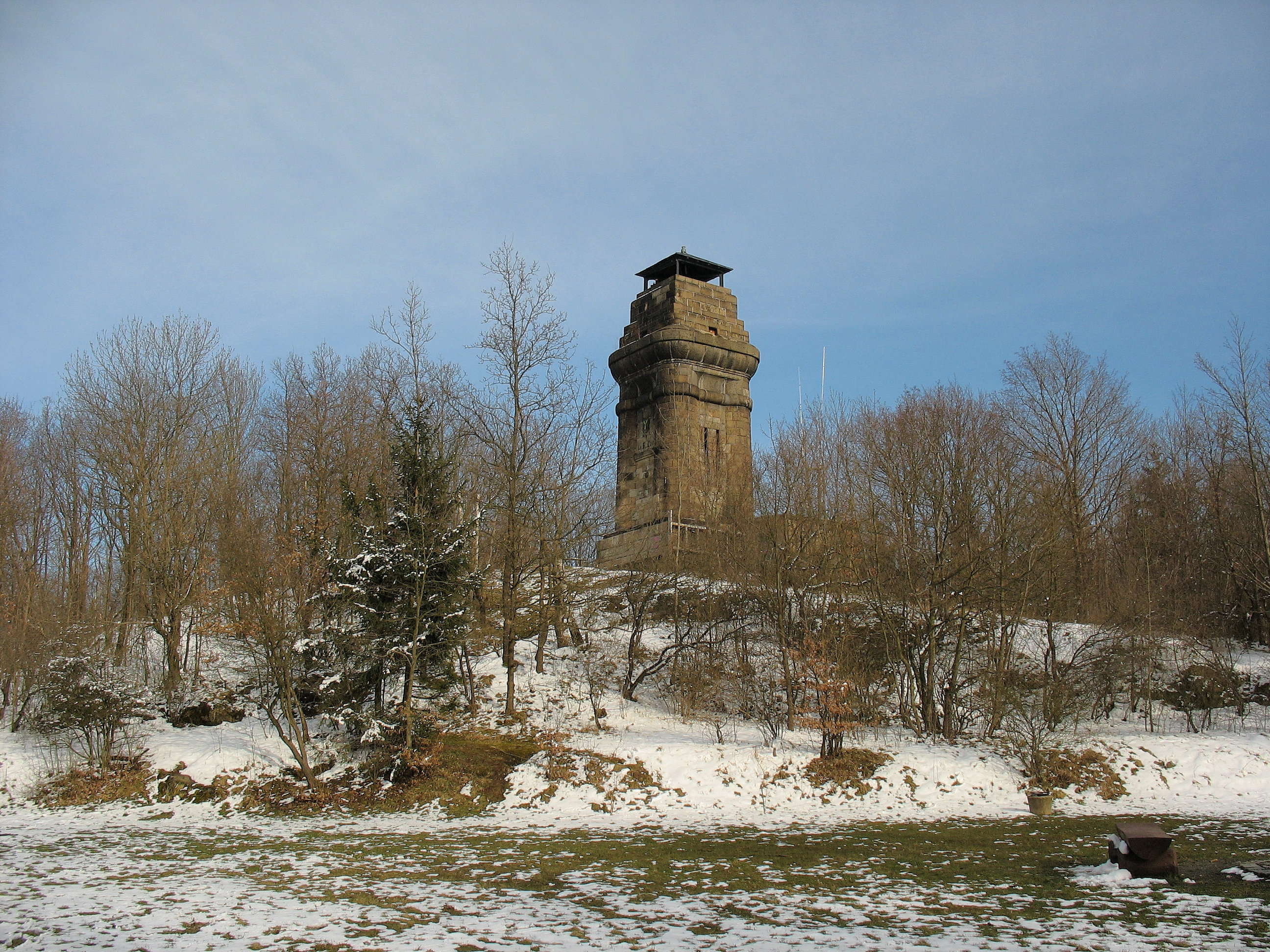
Bismarckova věž na vrchu Kemmler
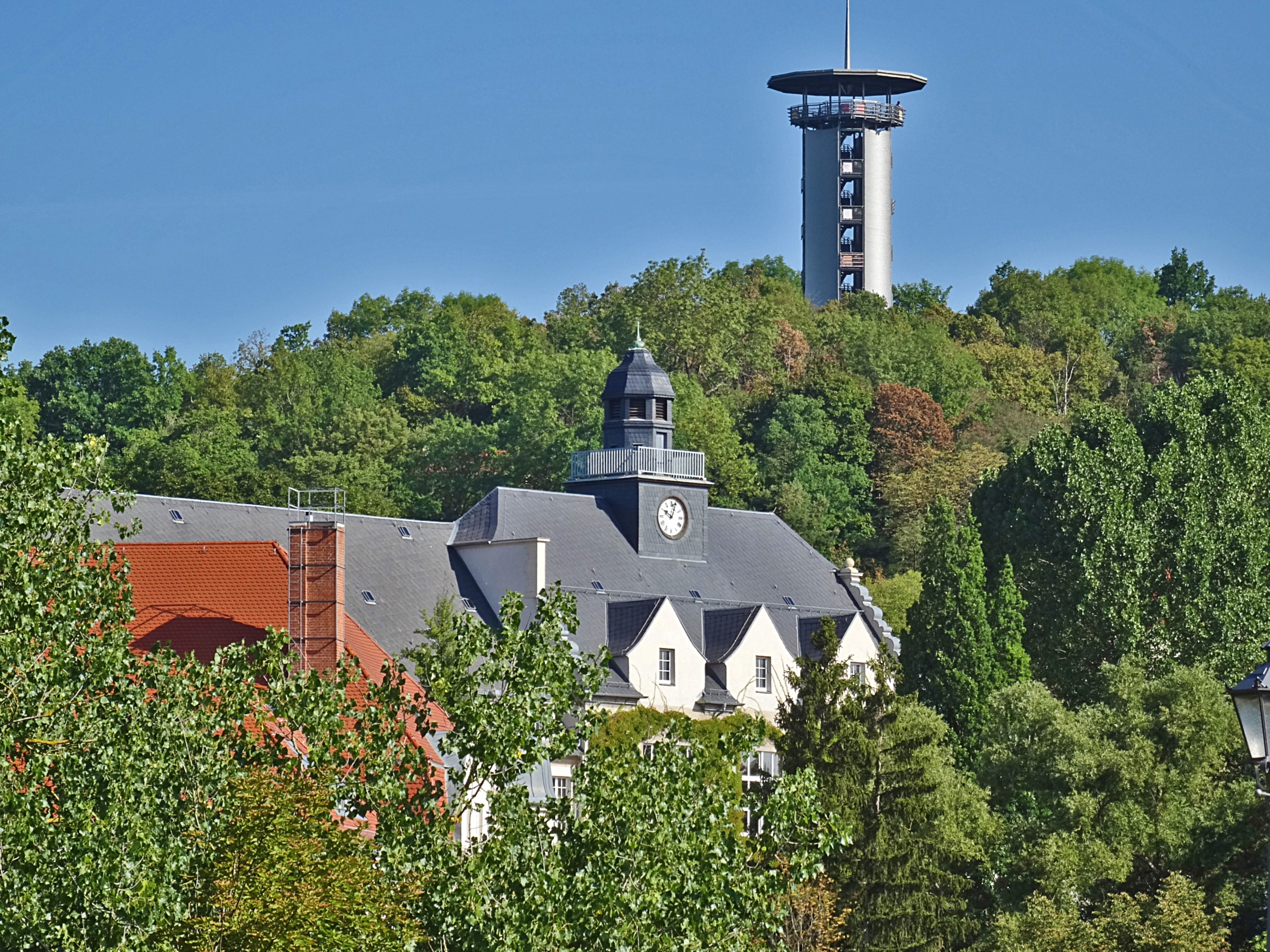
Rozhledna Bärensturm
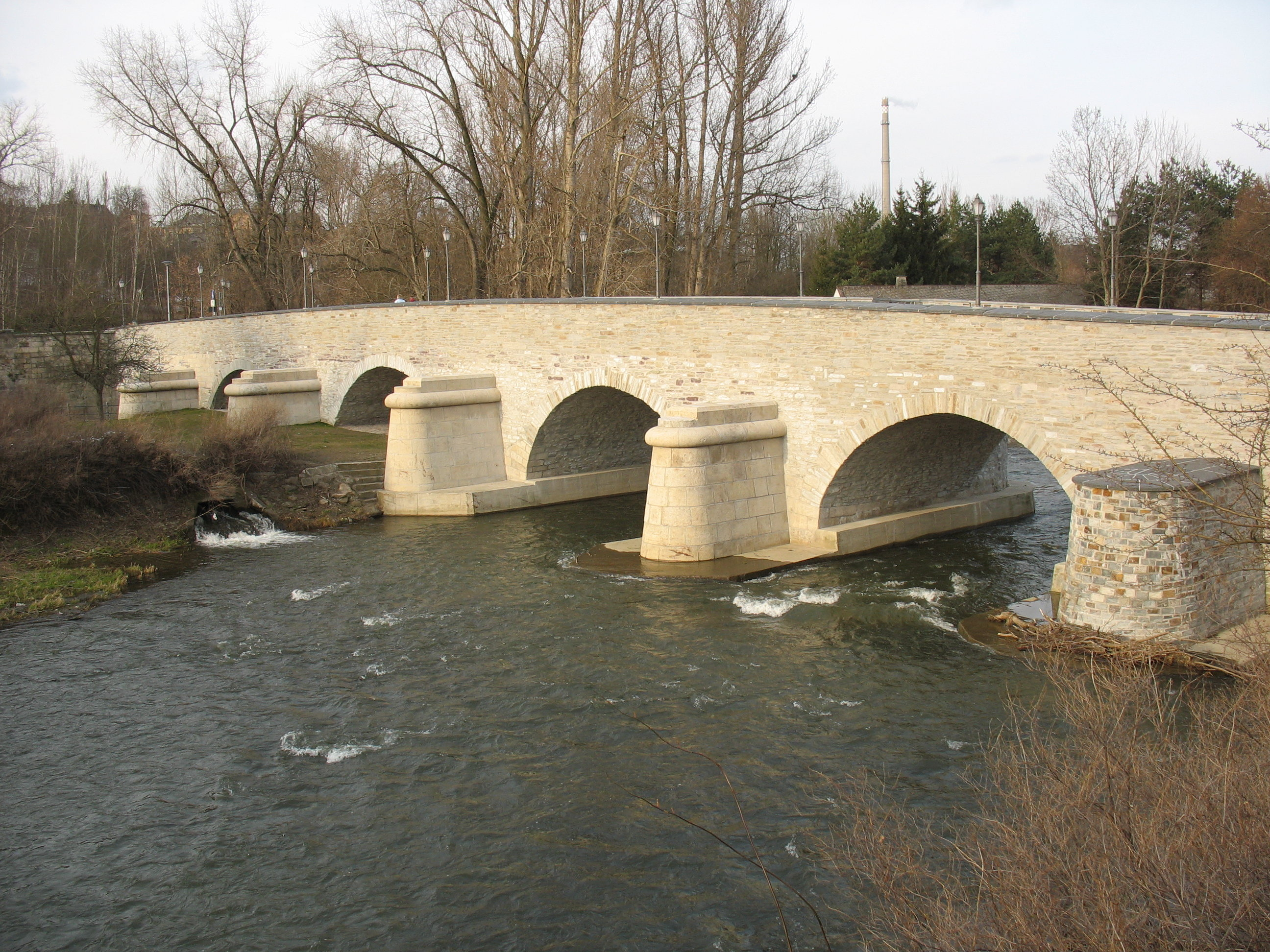
Starý most přes Elster
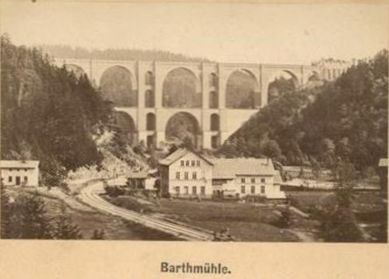
Elsterský most s mlýnem
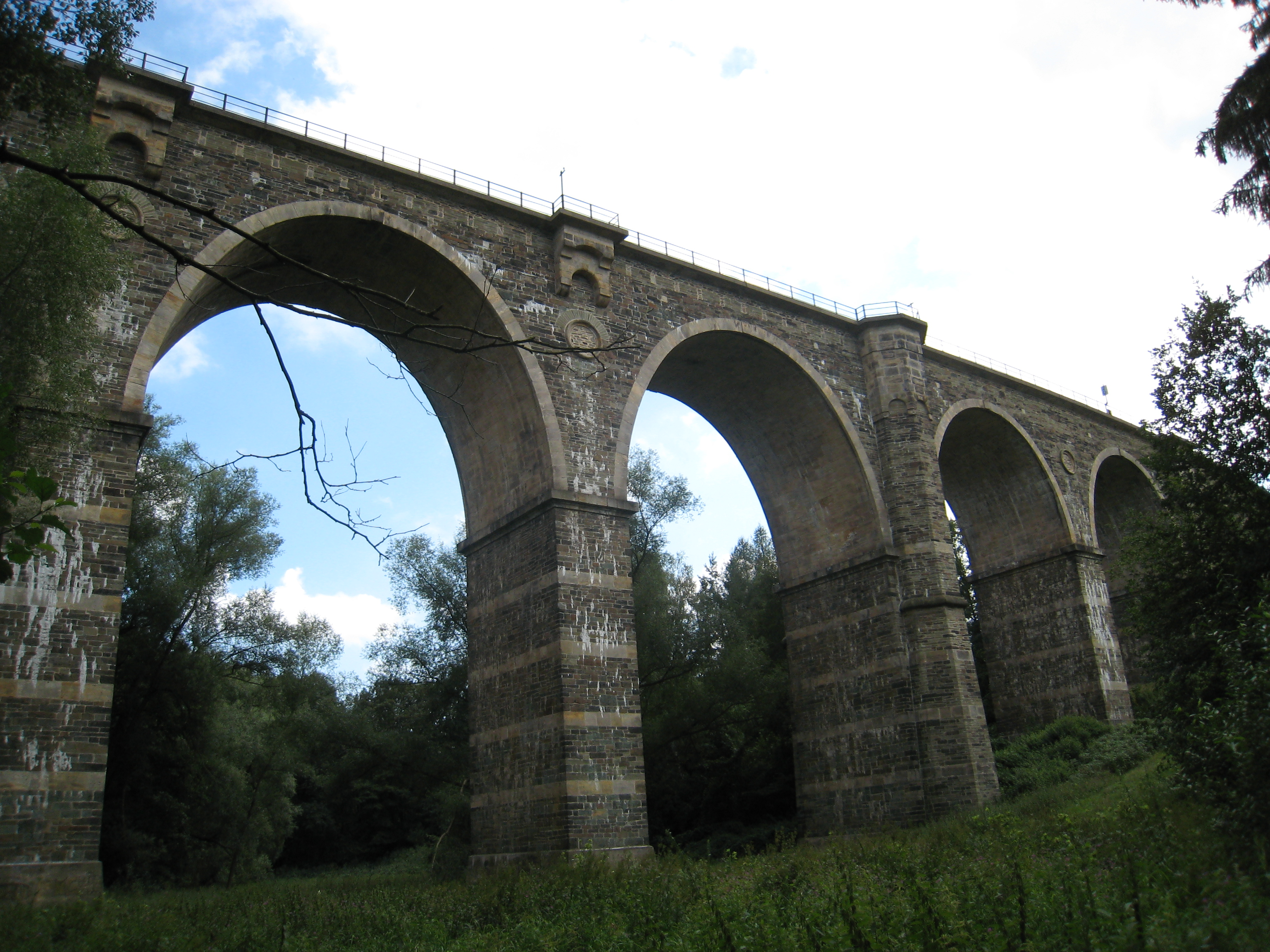
Most přes údolí Syry
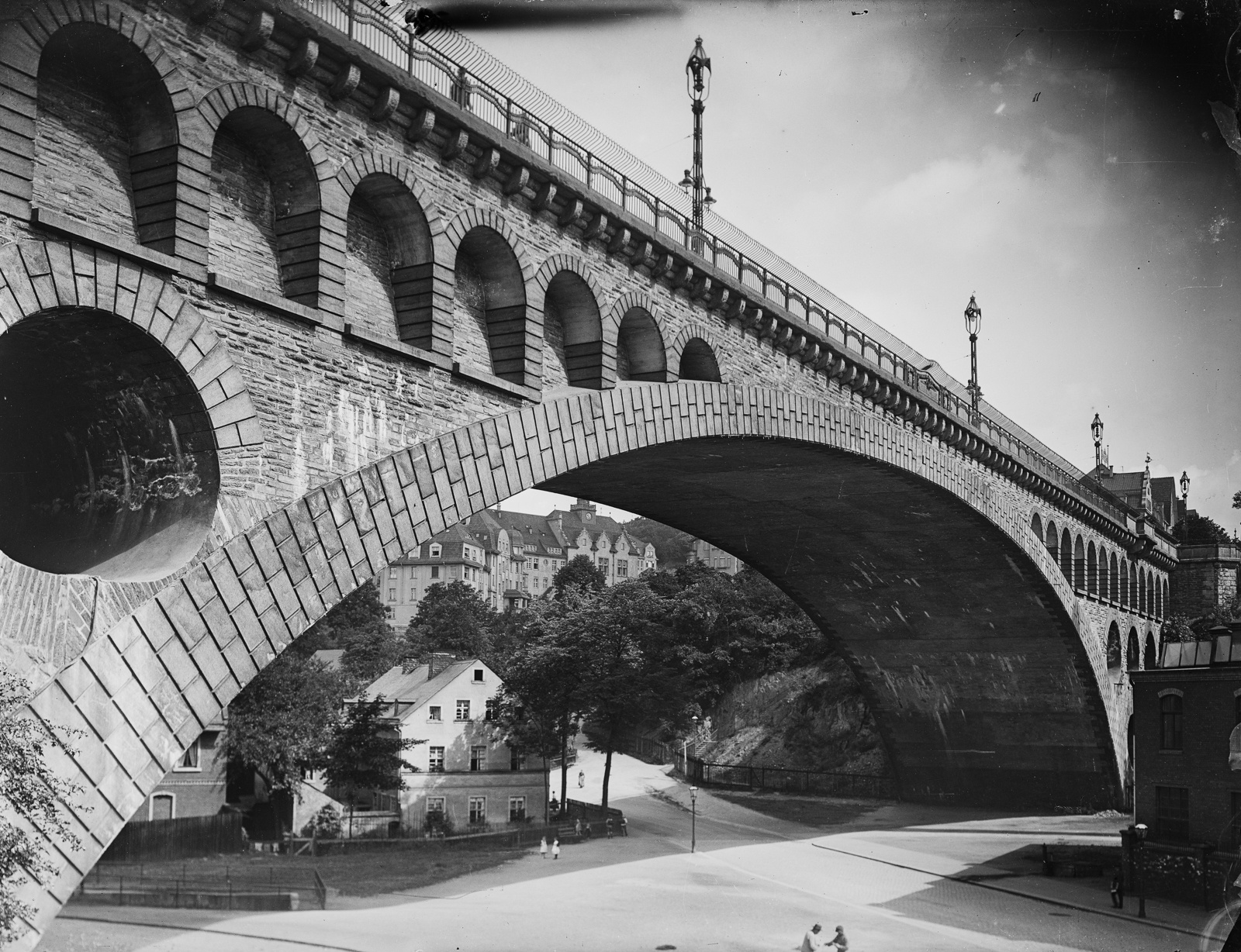
Friednsbrücke

## slavné osobnosti
- Jindřich starší z Plavna (1370-1429), velmistr Řádu německých rytířů
- Matthias Freihof (* 1961), německý herec, režisér a bavič
- Kornelia Enderová (1958), bývalá plavkyně NDR, olympijská vítězka a rekormanka
- Hermann Vogel (1854-1921), německý malíř, ilustrátor pohádek a dobrodružných knih
- Erich Ohser (1903–1944), německý karikaturista

## Partnerská města
- Aš, Česko, 1962
- Cegléd, Maďarsko, 2005
- Heilsbronn, Německo
- Hof, Německo, 1987
- Pabianice, Polsko, 2006
- Siegen, Německo, 1990
- Steyr, Rakousko, 1970
- Šiauliai, Litva, 2010